# Carl Fredrik Nordenskiöld (forskare)
Carl Fredrik Nordenskiöld, född den 18 maj 1818 i Rostock, död den 27 juli 1892 på sin gård Nordanåker i Myresjö socken, Jönköpings län, var en svensk skolledare och fornforskare. Han var son till Carl Fredric Nordenskiöld den yngre.
Nordenskiöld var lärare först vid Flishults lantbruksskola  i Jönköpings län och sedan vid lantbruksskolan i Östergötlands  län samt slutligen föreståndare för Karlstorps lantbruksskola. Han upprättade synnerligen utförliga och noggranna beskrivningar av fornminnena i hela Östergötland utom Ydre 1869–1882 (tryckta i Östergötlands fornminnesförenings tidskrift, 1, 1875, och i Meddelanden från Östergötlands fornminnes- och museiförening 1920–1947) samt Östra och Västra härad i Småland 1882–1887 (tryckta i Meddelanden från Norra Smålands fornminnesförening 1914, 1919, 1922 och 1924). Han invaldes 1881 som korresponderande ledamot av Vitterhetsakademien. 